# Trợ lý nghiên cứu
Trợ lý nghiên cứu (tiếng Anh: research assistant, viết tắt là RA) là một nhà nghiên cứu được tuyển dụng theo hợp đồng bởi một trường đại học, viện nghiên cứu hoặc một tổ chức nghiên cứu học thuật tư nhân. Trợ lý nghiên cứu thường không độc lập và phải chịu trách nhiệm trước người giám sát hoặc điều tra viên và thường không chịu trách nhiệm trực tiếp về kết quả của nghiên cứu. Tuy nhiên, ở một số quốc gia, trợ lý nghiên cứu có thể là người đóng góp chính vào kết quả của nghiên cứu. Các trợ lý nghiên cứu thường được đào tạo đến trình độ văn bằng. Họ cũng có thể được ghi danh vào một chương trình đào tạo đại học và đồng thời giảng dạy. Ví dụ, nếu đăng ký vào chương trình Tiến sĩ, họ được gọi là Trợ lý Nghiên cứu cấp Tiến sĩ hay Nghiên cứu sinh Tiến sĩ.